# Люсінда Вільямс
Люсінда Вільямс (англ. Lucinda Williams; нар. 10 серпня 1937) — американська легкоатлетка, яка спеціалізувалася в бігу на короткі дистанції.

## Із життєпису
Олімпійська чемпіонка в естафеті 4×100 метрів (1960).
Учасниця Олімпіади-1956 (брала участь у бігу на 100 метрів, проте не пройшла далі попереднього забігу).
Триразова чемпіонка Панамериканських ігор у бігу на 100 та 200 метрів, а також в естафеті 4×100 метрів (1959).
Ексрекордсменка світу в естафеті 4×100 метрів.
Чемпіонка США в бігу на 220 ярдів (1959).

## Основні міжнародні виступи
| Рік  | Змагання             | Місто    | Місце | Дисципліна |
| ---- | -------------------- | -------- | ----- | ---------- |
| 1956 | Олімпійські ігри     | Мельбурн | 2заб3 | 100 м      |
| 1959 | Панамериканські ігри | Чикаго   | 1     | 100 м      |
| 1959 | 1                    | 200 м    |       |            |
| 1959 | 1                    | 4×100 м  |       |            |
| 1960 | Олімпійські ігри     | Рим      | 2пф5  | 200 м      |
| 1960 | 1                    | 4×100 м  |       |            |